# Özge Özberk
Özge Özberk, all'anagrafe Nalan Özge Özberk (Istanbul, 13 agosto 1976), è un'attrice, regista e produttrice cinematografica turca.

## Biografia
Özge Özberk è nata il 13 agosto 1976 a Istanbul (Turchia), da madre Hülya Özberk e da padre Ünsal Özberk, ed ha un fratello maggiore che si chiama Özgür Özberk, anche lui attore.

## Carriera
Özge Özberk dopo aver studiato per un po' presso il dipartimento teatrale del Müjdat Gezen Art Center, dal 2000 al 2002 ha lavorato come regista presso il club teatrale della facoltà di poesia aziendale dell'Università di Istanbul. Ha fondato la compagnia Özgür Yapımlar insieme a suo fratello, Özgür Özberk. Ha recitato in varie serie televisive come nel 1993 in Saban Askerde, nel 1995 in Bizim ev, dal 1995 al 2002 in Bizimkiler, nel 2004 e nel 2005 in Çemberimde Gül Oya, nel 2005 in Kadin Isterse e in Baska yerde yok, nel 2006 in Kirik Kanatlar, nel 2007 in Genis zamanlar, nel 2007 e nel 2008 in Sinekli bakkal, nel 2011 in Canim Babam, nel 2011 e nel 2013 in Pis Yedili, nel 2014 in Hayat Agaci, dal 2016 al 2018 in Kalbimdeki Deniz, nel 2020 in Bir Annenin Günahi e nel 2022 in Gelsin Hayat Bildigi Gibi. Ha anche recitato in film televisivi come nel 1995 in Otogargara e nel 2005 in Yildiz tepe. Oltre ad aver recitato in serie televisive ha preso parte anche in film come nel 1999 in Sen Hiç Atesböcegi Gördün Mü?, nel 2003 in Bana Bir Seyhler Oluyor, nel 2004 in Neredesin Firuze e in G.O.R.A. - Comiche spaziali (G.O.R.A.), nel 2005 in Mio padre e mio figlio (Babam ve Oglum), nel 2007 in Mavi Gözlü Dev, nel 2008 in 120 e in A.R.O.G, nel 2012 in N'apcaz simdi?, nel 2015 in Evlenmeden Olmaz, nel 2018 in Arif V 216 e in Bizi Hatirla. Nel 2007 ha recitato nel cortometraggio Hakimiyet diretto da Alican Serbest. Ha partecipato anche a programmi televisivi come nel 2011 in Medya Krali, nel 2013 in Makina Kafa e nel 2019 in Uykusuzlar Kulübü.

## Vita privata
Özge Özberk nel luglio 2007 ha sposato l'operatore minerario Hayim Sadioğlu, dal quale nel 2010 ha avuto un figlio che si chiama Leo. Nel 2012 la coppia ha annunciato il proprio divorzio.

## Filmografia

### Attrice

#### Cinema
- Sen Hiç Atesböcegi Gördün Mü?, regia di Yilmaz Erdogan (1999)
- Bana Bir Seyhler Oluyor, regia di Yilmaz Erdogan (2003)
- Neredesin Firuze, regia di Ezel Akay (2004)
- G.O.R.A. - Comiche spaziali (G.O.R.A.), regia di Ömer Faruk Sorak (2004)
- Mio padre e mio figlio (Babam ve Oglum), regia di Cagan Irmak (2005)
- Mavi Gözlü Dev, regia di Biket Ilhan (2007)
- 120, regia di Özhan Eren e Murat Saraçoglu (2008)
- A.R.O.G, regia di Ali Taner Baltaci e Cem Yilmaz (2008)
- N'apcaz simdi?, regia di Özgür Özberk (2012)
- Evlenmeden Olmaz, regia di Yasemin Türkmenli (2015)
- Arif V 216, regia di Kivanç Baruönü (2018)
- Bizi Hatirla, regia di Cagan Irmak (2018)

#### Televisione
- Saban Askerde – serie TV (1993)
- Otogargara, regia di Turgay Kantürk e Adnan S. Kantoglu – film TV (1995)
- Bizim ev – serie TV (1995)
- Bizimkiler – serie TV (1995-2002)
- Yildiz tepe, regia di Durul Taylan e Yagmur Taylan – film TV (2000)
- Çemberimde Gül Oya – serie TV (2004-2005)
- Kadin Isterse – serie TV (2005)
- Baska yerde yok – serie TV (2005)
- Kirik Kanatlar – serie TV (2006)
- Genis zamanlar – serie TV (2007)
- Sinekli bakkal – serie TV (2007-2008)
- Canim Babam – serie TV (2011)
- Pis Yedili – serie TV (2011, 2013)
- Hayat Agaci – serie TV (2014)
- Kalbimdeki Deniz – serie TV (2016-2018)
- Bir Annenin Günahi – serie TV (2020)
- Gelsin Hayat Bildigi Gibi – serie TV (2022)

#### Cortometraggi
- Hakimiyet, regia di Alican Serbest (2007)

### Produttrice

#### Cinema
- N'apcaz simdi?, regia di Özgür Özberk (2012)

## Programmi televisivi
- Medya Krali (2011)
- Makina Kafa (2013)
- Uykusuzlar Kulübü (2019)

## Riconoscimenti
- Pantene Golden Butterfly Awards
  - 2006: Vincitrice come Miglior attrice per la serie Kirik Kanatlar

- Sadri Alisik Theatre and Cinema Awards
  - 2006: Vincitrice come Miglior attrice non protagonista per il film Mio padre e mio figlio (Babam ve Oglum)

- Yesilcam Awards
  - 2007: Candidata come Miglior attrice non protagonista per il film Mavi Gözlü Dev